# Heinrich Voigt (Elektrotechniker)

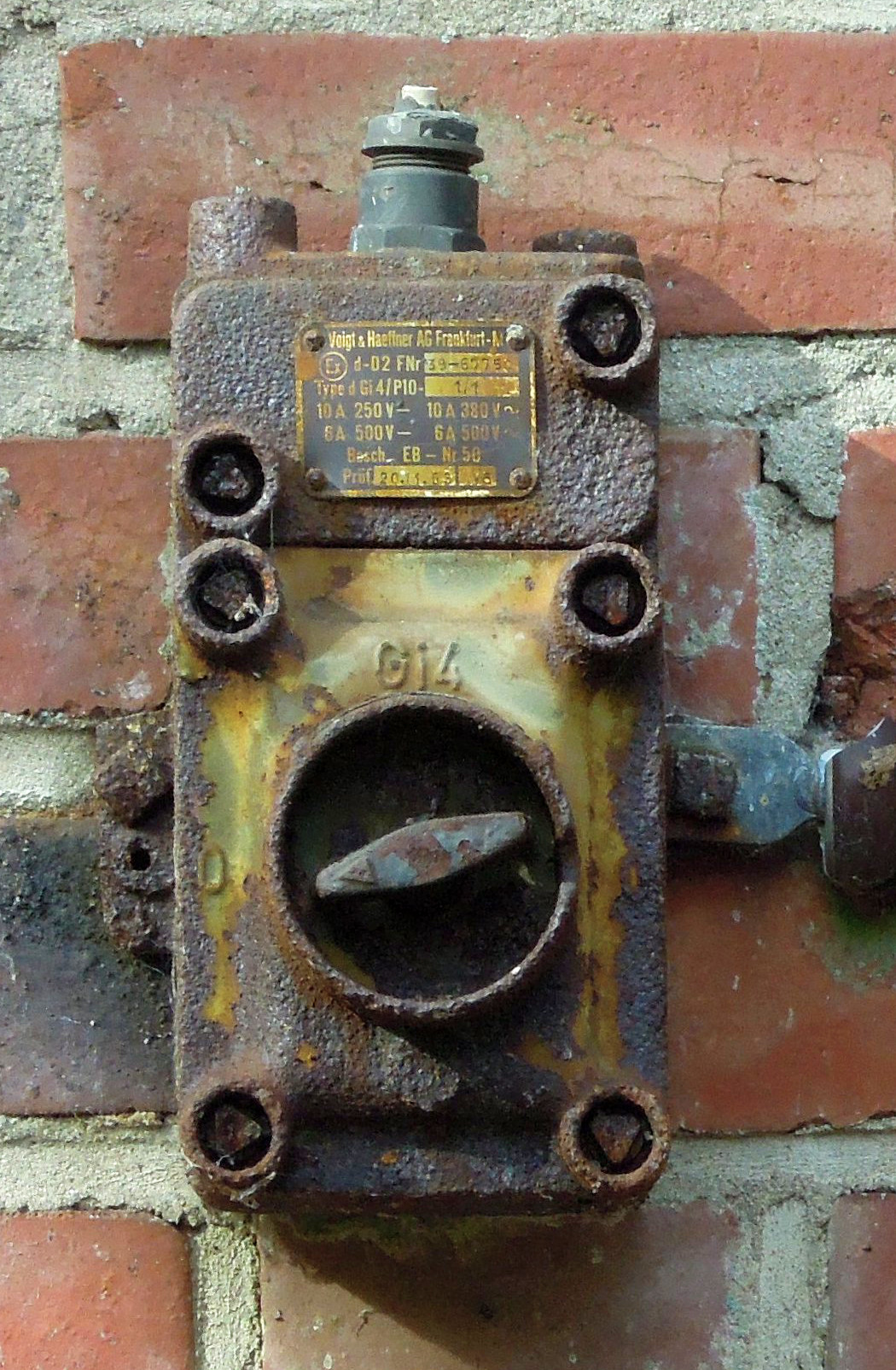
Schalter der "Voigt & Haeffner AG Frankfurt-M" in der ehemaligen Fabrik "Dynamit-Nobel" in Saarwellingen

Heinrich Ferdinand Julius Voigt (* 20. Juli 1857 in Sandersleben; † 10. Februar 1937) war ein deutscher Elektrotechniker.

## Leben
Heinrich Voigt stammt aus einer Pfarrersfamilie in Sandersleben. Er verbrachte seine Lehre in Dessau und studierte an der Technischen Hochschule Braunschweig. Seit 1875 gehörte er der Braunschweiger Burschenschaft Germania an.
1885 gründete er mit dem Geldgeber Jakob Staudt die Firma Staudt & Voigt in Frankfurt, in der Schlesinger Gasse. Hergestellt wurde Installationsmaterial jeder Art, Hoch- und Niederspannungs-Schaltgeräte und komplette Schaltwarten. 1890 scheidet Jakob Staudt aus und Adolf Haeffner tritt als neuer Teilhaber in die Firma ein, die ab 1. Februar 1891 den Namen Voigt & Haeffner trägt. 1889 wurde das Werk von der Innenstadt nach Bockenheim verlegt. 1896 wurde auch die Chemisch-elektrische Fabrik Prometheus für elektrisches Kochen und Heizen gegründet. Nach der internationalen elektrotechnischen Ausstellung in Frankfurt und dem einsetzenden schnellen Aufschwung der Elektrotechnik wurde die Firma 1900 mit Staudts Erben Adolf Haeffner (1862–1947; Sohn eines Hoteliers) in die Aktiengesellschaft Voigt & Haeffner umgewandelt. Bald beschäftigten sie 4000 Mitarbeiter und verlegten das Werk nach dem Ersten Weltkrieg an den neuen Frankfurter Osthafen in die Hanauer Landstraße 152 bis 172.
Voigt war begeisterter Amateurastronom und wurde im späteren Leben ein Anhänger der pseudowissenschaftlichen Welteislehre, über die er auch ein Buch verfasste ("Die Welteislehre und ich"). Der Ingenieur und Hochschullehrer Heinz Voigt war sein Sohn.
Nach seinem Tod gab seine Familie die Aktienanteile hauptsächlich an die Deutsche Bank sowie an die Dresdner Bank ab.

## Veröffentlichungen
- Nachdenkliches und Heiteres aus den ersten Jahrzehnten der Elektrotechnik; R. Voigtländers Verlag; Leipzig 1925
- Das Stromdiagramm der Asynchronmaschine; mit Karl Humburg; A. f. E. 29(1935), S. 333–340
- Brief an die wissenschaftliche Leitung; E u. M 60(1942)35/36, S. 379–380
- Die Welteislehre und ich; 1925